# Dusona varicoxa
Dusona varicoxa är en stekelart som först beskrevs av Henry Lorenz Viereck 1926.  Dusona varicoxa ingår i släktet Dusona och familjen brokparasitsteklar. Inga underarter finns listade i Catalogue of Life.